# Adesmia codonocalyx
Adesmia codonocalyx är en ärtväxtart som beskrevs av G.F.Grandjot. Adesmia codonocalyx ingår i släktet Adesmia och familjen ärtväxter. Inga underarter finns listade i Catalogue of Life.